# Wołów
Wołów (udtale: [ˈvɔwuf]; tysk: Wohlau, tjekkisk: Volov)   er en by  i  den nord centrale del af  Voivodskabet Nedre Schlesien i det sydvestlige Polen.  Byen  har 12.275(2021) indbyggere og et areal på 18,54  km².  Den er administrationsby i   powiatet (amt) Wołów. Den ligger cirka 38 kilometer nordvest for den regionale hovedstad Wrocław.

## Historie
Området omkring Wołów har været bosat siden forhistorisk tid. Den blev en del af den fremvoksende polske stat i slutningen af det 10. århundrede under Mieszko 1. af Polen. Byen blev første gang nævnt i 1157 da et træslot, grundlagt af  hertug af Polen Władysław 2., er dokumenteret, som udviklede sig til et slotskompleks, som igen blev nævnt i 1202. To landsbyer udviklede sig nær slottet, en af dem kaldet Wołowo. Sandsynligvis i anden halvdel af det 13. århundrede blev byen grundlagt nær Wołowo og delvist på jorden af den anden landsby. Wołów modtog Magdeburg stadsrettigheder omkring 1285 på tidspunktet for tysk Ostsiedlung i regionen.
På det tidspunkt tilhørte Wołów Hertugdømmet Głogów, efter 1312 til Hertugdømmet Oleśnica.(p.570) og Kongeriget Bøhmen i 1328. Siden det 15. århundrede har byen været et centrum for tøjfremstilling. Fra 1473 dateres byens ældste kendte segl, som allerede da viser en okse, ligesom det gør alle senere segl. Wołów blev regeret af lokale polske hertuger indtil 1492, og kort efter, i 1495, kom det i  den tjekkiske Podiebrad-families besiddelse, og i 1517 kom det i hænderne på den ungarske stormand Johann Thurzó, før den vendte tilbage til Piast styre i 1523, da den kom under Hertugdømmet Legnica. Den forblev der indtil Piast hertugerne af Legnica-Brzeg-Wołóws slægt uddøde  i 1675. Som følge af Trediveårskrigen faldt byens befolkning til det halve.
Den protestantiske reformation nåede byen i 1522 med hertug Frederik 2.. Efter udryddelsen af de lokale Piaster overgik hertugdømmet til Huset Habsburg, som modsatte sig den protestantiske kirkesamfund i byen, som en del af modreformationen. I 1682 blev byens sognekirke lukket og givet til katolikkerne. I henhold til Altranstädt-traktaten (1707) blev kirken imidlertid allerede returneret til protestanterne i 1707 og forblev protestantisk indtil 1945.
I 1742 blev Wołów annekteret af Preussen. Hertugdømmet blev delt i to distrikter, og byen blev amtssæde for et af distrikterne. Byens struktur var indtil 1700 defineret af håndværk, især vævere og skræddere. Som sæde for et hertugdømme og et distrikt, blev administrative erhverv   mere og mere vigtige. industrialiseringen spillede kun en mindre rolle og ramte for det meste mindre virksomheder i træindustrien. I 1781 led byen en brand.
Byen var en del af Tyskland fra 1871 til 1945. Under 1. verdenskrig drev tyskerne en tvangsarbejdslejr for Allierede krigsfanger i byen. Under 2. verdenskrig drev tyskerne et ungdomsfængsel i byen , med flere  underlejre med tvangsarbejde i regionen, inklusive en i selve byen.
Efter Nazi-Tysklands nederlag i 2. verdenskrig blev byen igen en del af Polen. Hele byens tidligere befolkning var udvist i overensstemmelse med Potsdam-aftalen.